# 3-й проезд Подбельского
Тре́тий прое́зд Подбе́льского (с 1922 года до 12 марта 1954 года — Сини́цынский прое́зд) — проезд, расположенный в Восточном административном округе города Москвы на территории района Богородское.

## История
Проезд находится на территории бывшего посёлка имени Подбельского; посёлок был построен в 1920-х годах по инициативе работников связи близ села Богородское и получил имя народного комиссара почт и телеграфа РСФСР В. Н. Подбельского (1887—1920). Проезд, возникший в 1922 году, назывался Сини́цынским прое́здом по фамилии домовладельца, а 12 марта 1954 года проезд получил современное название. Сейчас по бывшему названию проезда называют сквер на пересечении Ивантеевской улицы и 4-го и 5-го проездов Подбельского (Синичкин сквер или Синицынский сквер).

## Расположение
3-й проезд Подбельского проходит от бульвара Маршала Рокоссовского на северо-восток, с северо-запада к нему примыкает Погонный проезд, затем проезд пересекает Ивантеевскую улицу, после чего к нему с юго-востока примыкает 4-й проезд Подбельского, 3-й проезд Подбельского проходит далее до путей Малого кольца Московской железной дороги, где в феврале 2019 года был открыт надземный пешеходный переход через пути в сторону Пермской улицы.
Первоначально проезд начинался от ныне упразднённого Еленинского переулка (первоначально проезда), проходившего между Детской и Игральной улицами.

## Примечательные здания и сооружения
По нечётной стороне:
По чётной стороне:

## Транспорт

### Трамвай
- 2: от Погонного проезда до Ивантеевской улицы и обратно
- 4: от Погонного проезда до Ивантеевской улицы
- 7: от Погонного проезда до Ивантеевской улицы и обратно
- 46: от Погонного проезда до Ивантеевской улицы и обратно

### Метро
- Станция метро «Бульвар Рокоссовского» Сокольнической линии — юго-восточнее проезда, на Ивантеевской улице

### Железнодорожный транспорт
- Станция МЦК «Бульвар Рокоссовского» — юго-восточнее проезда, на 6-м проезде Подбельского.